# Lennart Bernadotte
Pour les articles homonymes, voir Bernadotte.
 (mars 2024).
Si vous disposez d'ouvrages ou d'articles de référence ou si vous connaissez des sites web de qualité traitant du thème abordé ici, merci de compléter l'article en donnant les références utiles à sa vérifiabilité et en les liant à la section « Notes et références ».
Titres
Duc de Småland
8 mai 1909 – 11 mars 1932
(22 ans, 10 mois et 3 jours)
Comte de Wisborg
2 juillet 1951 – 21 décembre 2004
(50 ans, 5 mois et 19 jours)
Signature
Gustaf Lennart Nikolaus Paul Bernadotte est un prince de Suède et duc de Småland, né le 8 mai 1909 à Stockholm (Suède) et mort le 21 décembre 2004 sur l'île de Mainau (Allemagne). Il perd ses droits dynastiques en 1932 et reçoit le titre de noblesse luxembourgeois de comte de Wisborg en 1951.

## Biographie
Lennart Bernadotte est l'unique fils de Guillaume de Suède, duc de Södermanland, et de la grande-duchesse Marie Pavlovna de Russie.
Dès 1913, Lennart Bernadotte est abandonné par sa mère, Marie Pavlovna, qu'il ne retrouve qu'à l'âge adulte. Il est cependant élevé par sa grand-mère paternelle, Victoria de Bade, reine consort de Suède et épouse de Gustave V.
Le 20 février 1932, il contracte un mariage morganatique en épousant à Londres l'hôtesse de tourisme suédoise Karin Nissvandt (1911-1991), ce qui l'oblige à renoncer à ses droits de succession au trône de Suède. 
Vivant hors du royaume de Suède et ne faisant plus partie de la famille royale, son père lui lègue aussitôt après son mariage le château de l'Île de Mainau (qu'il a lui-même hérité de sa mère), qui est situé dans le sud de l'ancien grand-duché de Bade, dans le sud de l'Allemagne, et où il s'installe avec son épouse Karin.
Lennart et Karin Bernadotte divorcent le 27 janvier 1971 et Lennart se remarie en secondes noces, le 29 avril 1972, avec la gestionnaire immobilière allemande Sonja Haunz (1944-2008).
De 1949 à 1951, il dirige la fédération suédoise de scoutisme, succédant à son cousin Folke Bernadotte, assassiné dans un attentat à Jérusalem.
Lennart Bernadotte décède, dans sa propriété de l'Île de Mainau, le 21 décembre 2004.
Lennart Bernadotte était père de neuf enfants nés de ses deux mariages :
- Quatre enfants de son mariage avec Karin Nissvandt : Birgitta (née en 1933), Maria-Lovisa (1935-1988), Jan (1941-2021) et Cecilia (1944-2024).
- Cinq enfants de son mariage avec Sonja Haunz : Bettina (née le 12 mars 1974), Björn (né le 13 juin 1975), Catherina (née le 11 avril 1977), Christian (né le 24 mai 1979) et Diana (née le 18 avril 1982).

Armoiries du prince Lennart, duc de Småland de 1909 à 1932[2].
Armoiries données par le roi Gustave V en 1935[2].
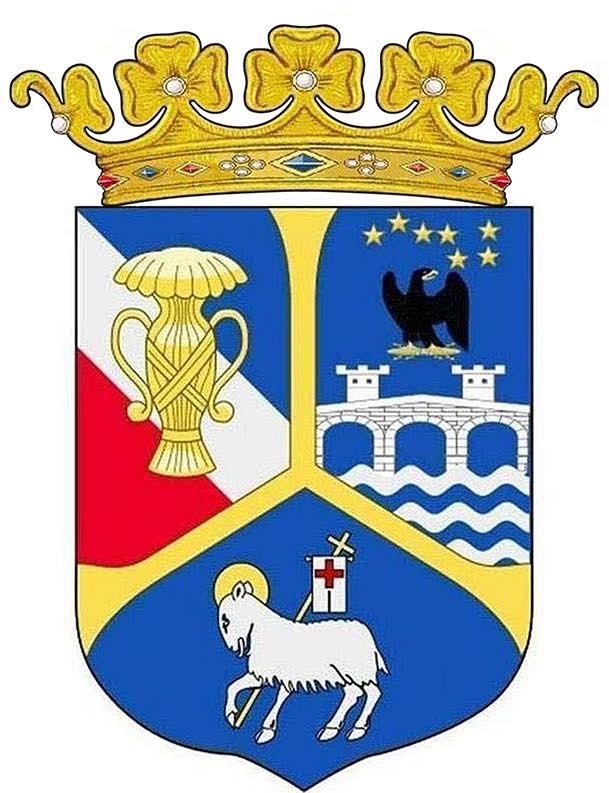
Armoiries du prince Lennart Bernadotte dans la noblesse luxembourgeoise[3].
Armoiries du comte de Wisborg données par la grande-duchesse Charlotte de Luxembourg en 1951[2].
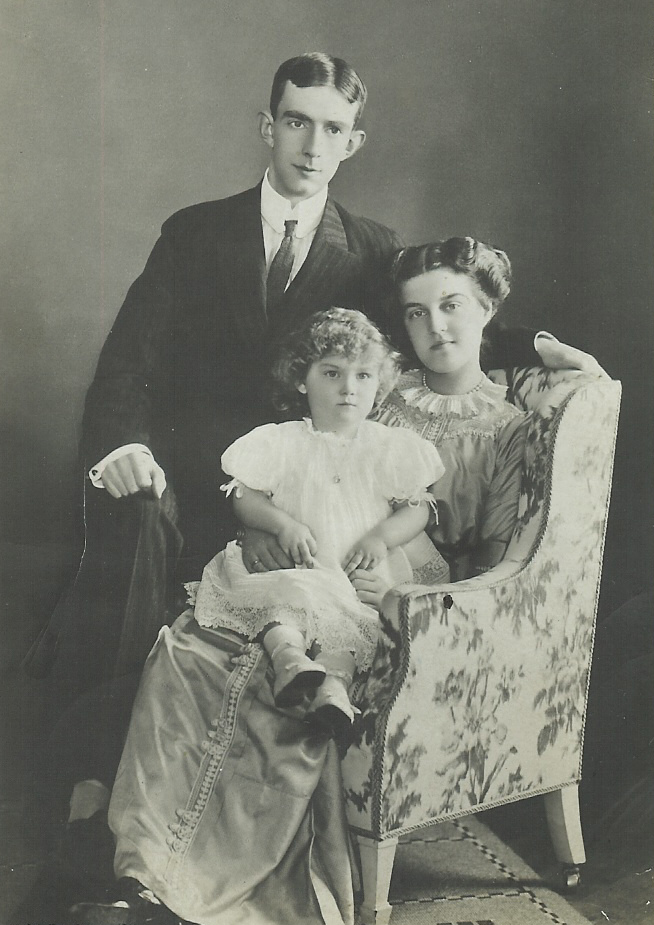
Lennart Bernadotte, avec ses parents.
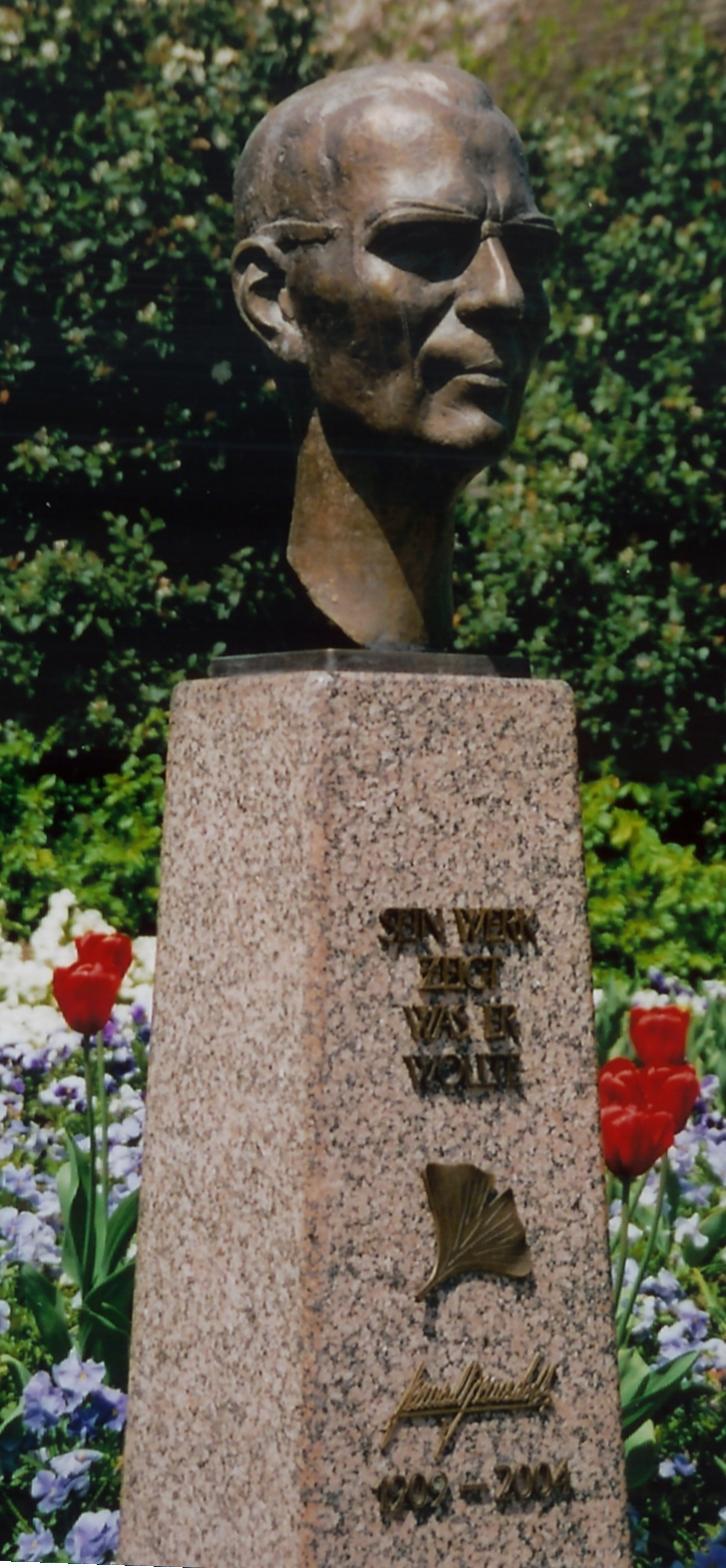
Monument érigé à la mémoire de Lennart Bernadotte, sur l'île de Mainau.

## Distinctions
- Commandeur grand-croix de l'ordre royal de l'Étoile polaire